# Кунг Ле
Кунг Ле (в'єт. Lê Cung; *25 травня 1972, Сайгон (нині — Хошимін), Демократична Республіка В'єтнам) — американський спортсмен в'єтнамського походження, знавець бойових мистецтв широкого профілю (муай тай, кікбоксинг, тхеквондо, американський бокс, професійний боєць змішаного стилю та кіноактор. Чемпіон світу зі змішаних бойових мистецтв у середній ваговій категорії за версією Strikeforce (2008—2009 роки). Чемпіон світу з кікбоксингу у напівважкій ваговій категорії за версією IKF (2001 рік). Тричі бронзовий призер чемпіонату світу з кікбоксингу за версією WWC (1995, 1997, 1999 роки). Чемпіон США з кікбоксингу у першій важкій (1998—2000 роки) та напівважкій (1999—2000 роки) ваговій категорії за версією ISKA. Чемпіон США з тхеквондо.

## Біографія
Кунг Ле народився у В'єтнамі, до трьох років проживав у Сайгоні, звідки був евакуйований разом з матір'ю американськими військовими. Залишив В'єтнам наприкінці війни, за три дні до т.з. «падіння Сайгона» (див. історію Хошиміна). Після кількох місяців перебування у таборі для біженців на Філіппінах його неповна родина оселилась у Каліфорнії, США.

### Кар'єра у спорті
З промо-стрічок чемпіонату UFC відомі деякі факти з ранньої біографії Кунга Ле. Майбутній багаторазовий чемпіон світу був гнобленим у школі через своє етнічне походження і потребував захисту. Кунг був не спроможний силою протидіяти побиттям і приниженням, тому мати спонукала його до вивчення бойових мистецтв. Серед усього розмаїття єдиноборств, що їх пропонувала соціальна інфраструктура Сан-Хосе, Ле обрав тхеквондо та муай тай. В сьомому класі Кунг почав займатись ще й кікбоксингом. До закінчення школи він двічі ставав всеамериканським бійцем, займав призові місця на чемпіонатах штату та перемагав у змаганнях за національну першість у дисциплінах: американський бокс, кікбоксинг і тайський бокс.
У 1990-х роках Ле зосередився на своїй базовій дисципліні — муай тай. Він брав участь у турнірах із різноманітних ударних єдиноборств, правила яких дозволяли б йому використовувати техніку ушу. Найбільшого успіху Ле досягнув у прикладному розділі ушу — муай тай, а також у кікбоксингу та тхеквондо. У 1995, 1997 та 1999 роках Кунг Ле посідав призові місця на чемпіонаті світу з ушу за версією WWC (тричі завойовував «бронзу»). З 1998 до 2000 року Ле утримував титул чемпіона США з саньда у двох вагових категоріях: напівважкій та першій важкій. У 1998 році виграв кубок США з карате кікбоксингу, де у фіналі провів затяжний бій проти Арне Солдведела, який Ле згодом характеризував в інтерв'ю як один із найтяжчих в кар'єрі. У тому ж році Кунг вперше виступив на турнірі організації «Strikeforce». У першій половині 2000-х років Ле виступав лише під егідою цього чемпіонату, а також у чемпіонаті K-1, декілька разів виступав на Гран-прі K-1 у Лас-Вегасі у супер-боях (поза правилами Гран-прі, як особливій спортивній події).
У «Strikeforce» Ле поступово перейшов від змагань з комплексних єдиноборств до змішаних єдиноборств. Перший бій за цими правилами він провів у 2006 році, і, залишаючись непереможеним протягом наступних двох років (всі перемоги — нокаутом), отримав право змагатись за титул чемпіона світу зі змішаних бойових мистецтв за версією «Strikeforce», який тоді належав досвідченому чемпіону Френку Шемроку. У їх насиченому бою Шемрок отримав перелом руки, аутсайдер же Ле здобув титул чемпіона. Захист титулу Кунг не проводив, і за деякий час відмовився від чемпіонських амбіцій, взявши перерву у спорті. У грудні 2009 року він повернувся в клітку «Strikeforce» для не титульного бою проти ветерана Скотта Сміта, якого перемагав у домінуючій манері, але наприкінці бою допустив помилку і був нокаутований. Ця поразка, перша за багато років, була реваншована Ле за півроку: Сміт був нокаутований коронним заднім ударом ногою з розвороту.
У 2011 році Кунг Ле підписав контракт з UFC — де-факто вищою лігою змішаних бойових мистецтв. У першому ж бою Ле виступив проти екс-чемпіона світу Вандерлея Сілви. В ході поєдинку, одного із найвидовищніших і найтяжчих у кар'єрі Кунга Ле, він відправив Сілву в нокдаун типовою для свого стилю комбінацією «правий боковий ногою + лівий з розвороту кулаком», чим створив тимчасову перевагу, але в ході подальшого бою зробив низку помилок і був забитий ударами колін, якими у свій чемпіонський час прославився Вандерлей Сілва. Втім, Ле отримав рекордний для себе гонорар (найбільший з гонорарів шести чемпіонів світу, що змагались на тому ж турнірі), до того ж обидва бійці були нагороджені грошовою премією „Бій вечора“ за високу техніку та видовищність поєдинку.
У 2012 році Кунг провів ще два бої в UFC. У обох боях Ле вважався сильним аутсайдером, ймовірно через поважний для такого виду спорту вік. У першому поєдинку він переміг екс-претендента на чемпіонський титул Патріка Коте, у другому — екс-чемпіона світу за версією UFC Річа Франкліна. Особливо ефектно Кунг переміг Франкліна, якого підловив на виконанні лоу-кіка, і правим хуком відправив чемпіона у дивоглядний нокаут, що був характеризований спортивними оглядачами як один з найкращих нокаутів 2012 року.

#### Стиль ведення бою
Особливого відзначення вартий стиль Кунга Ле, що заснований на комплексі прийомів і технік тих бойових мистецтв, які Кунг вивчав протягом життя. Велику популярність Ле принесла його ударна техніка, в основі якої лежить тхеквондо та муай тай. У боях Ле часто виконує неочікувані комбінації, які оглядачі називають „кінематографічними“. Наприклад, у дебютному бою за правилами MMA Ле переміг нокаутом Майкла Олтмена, виконавши стрімку комбінацію з правого заднього удару ногою, нанесеного в сонячне сплетення з розвороту і в стрибку та правого бокового удару рукою, нанесеного в голову на скачку. Такі складні динамічні комбінації є характерною ознакою стилю Кунга Ле. Своїми коронними прийомами Ле називає: 1) комбінацію «боковий удар ногою + удар кулаком з розвороту» (приклад застосування: бій проти Вандерлея Сілви, нокдаун); 2) задній удар ногою з підкроком та з розвороту (приклад застосування: бій проти Скотта Сміта, нокаут); 3) комбінацію «джеб + зворотній круговий удар ногою з розвороту" (приклад застосування: бій проти Тоні Фрікланда, 1-й раунд).
У поєднанні з ударною технікою Ле застосовує в боях широкий арсенал кидків, а також неамплітудних звалювань, підсічок, підніжок тощо.

### Кар'єра у кіно

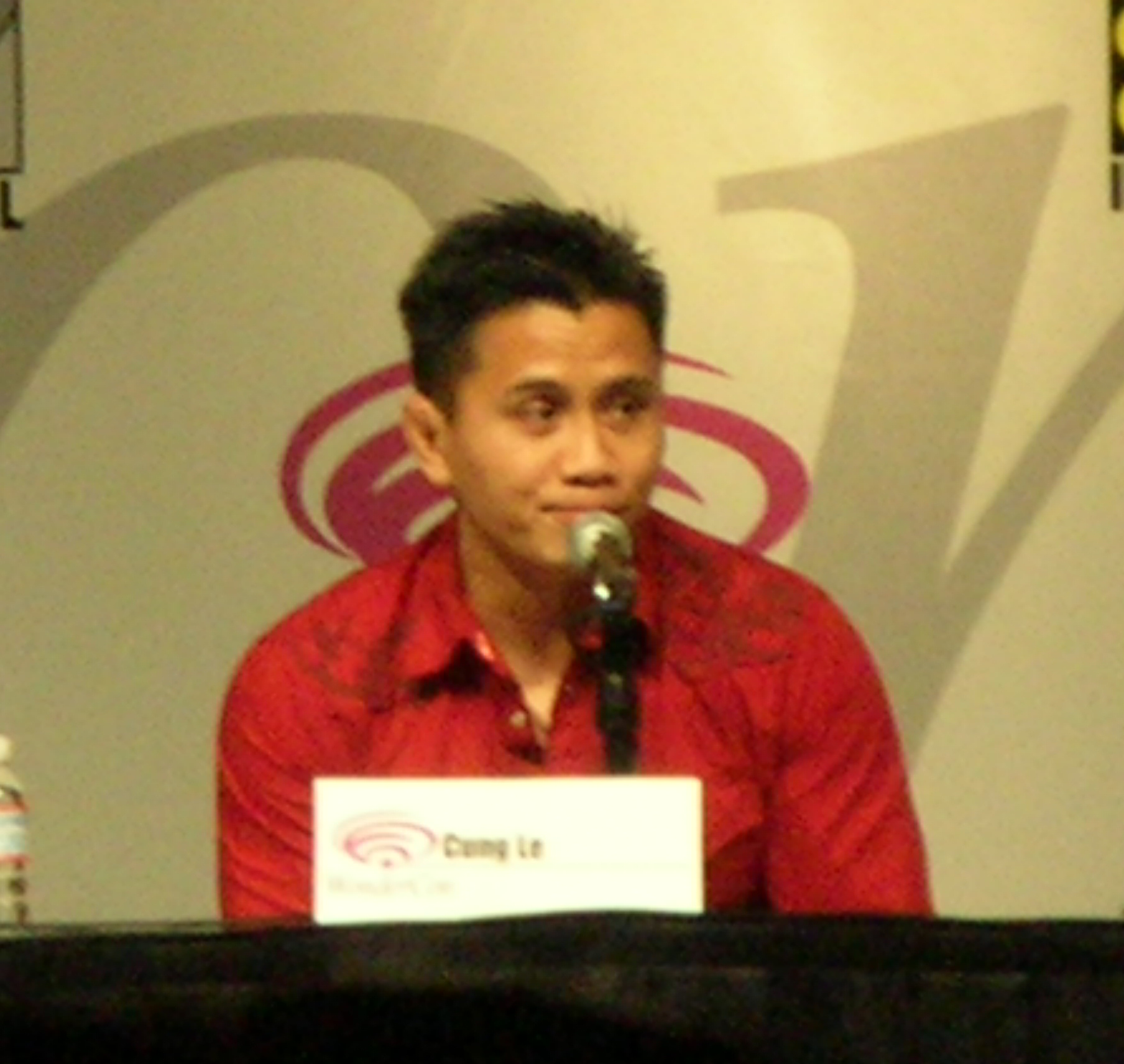
Кунг Ле на фестивалі «WonderCon». Сан-Франциско, 2009 рік.

Кунг Ле вперше з'явився на телеекрані 1997 року у фільмі під назвою «Спритність рук», що позиціонувався як незалежне кіно. У 2001 році Ле знявся у епізоді популярного телесеріалу «Вокер, техаський рейнджер». У 2004 році виконав невелику роль у кінокомедії про бойові мистецтва «Квун», у 2006 та 2007 роках Ле зіграв у бойовиках «Похмурий убивця» та «Ближній бій». Ці стрічки не виходили у широкий прокат, деякі виходили відразу на відео.
Першою помітною роллю Ле у кіно став персонаж фантастичного фільму «Пандорум» — Мен, один із соратників головного героя кінооповідання. Участь Кунга Ле у фільмі та його просуванні на широкий екран привернула нову увагу глядачів до екс-чемпіона. Втім, у майбутньому, Ле не використав популярність для зміни жанру чи класу фільмів: він продовжив з'являтись у кінострічках на тему бойових мистецтв. Деякі з цих фільмів були відносно популярними: «Теккен» (2010 рік), «Очі дракона» (2012 рік), «Людина із залізними кулаками» (2012 рік).
Кунг Ле грав у стрічках із такими акторами як Денніс Квейд, Ченнінг Татум, Жан-Клод Ван Дам, Рассел Кроу, RZA, Люсі Лью.

## Спортивна статистика

### Статистика в змішаних бойових мистецтвах
| Результат | Противник        | Спосіб                                       | Раунд | Час  | Дата              | Місце          | Подія                                           | Примітки                                                  |
| --------- | ---------------- | -------------------------------------------- | ----- | ---- | ----------------- | -------------- | ----------------------------------------------- | --------------------------------------------------------- |
| Перемога  | Річ Франклін     | Нокаут (удар кулаком)                        | 1     | 2:17 | 10 листопада 2012 | Макао, КНР     | «UFC on Fuel TV 6»                              | Нагороджений премією «Нокаут вечора».                     |
| Перемога  | Патрік Коте      | Рішення суддів (одностайне)                  | 3     | 5:00 | 7 липня 2012      | Лас-Вегас, США | «UFC 148»                                       |                                                           |
| Поразка   | Вандерлей Сілва  | Технічний нокаут (удари коліньми і кулаками) | 2     | 4:49 | 19 листопада 2011 | Сан-Хосе, США  | «UFC 139»                                       | Нагороджений премією «Бій вечора».                        |
| Перемога  | Скотт Сміт       | Нокаут (удар ногою і удари кулаками)         | 2     | 1:46 | 26 червня 2010    | Сан-Хосе, США  | «Strikeforce: Fedor vs. Werdum»                 |                                                           |
| Поразка   | Скотт Сміт       | Нокаут (удари кулаками)                      | 3     | 3:25 | 19 грудня 2009    | Сан-Хосе, США  | «Strikeforce: Evolution»                        |                                                           |
| Перемога  | Френк Шемрок     | Технічний нокаут (перелом руки)              | 3     | 5:00 | 29 березня 2008   | Сан-Хосе, США  | «Strikeforce: Shamrock vs. Le»                  | Виграв титул чемпіона світу у середній ваговій категорії. |
| Перемога  | Сем Морган       | Нокаут (удар ногою)                          | 3     | 1:58 | 16 листопада 2007 | Сан-Хосе, США  | «Strikeforce: Four Men Enter, One Man Survives» |                                                           |
| Перемога  | Тоні Фрікланд    | Нокаут (удар кулаком)                        | 3     | 0:25 | 22 червня 2007    | Сан-Хосе, США  | «Strikeforce: Shamrock vs. Baroni»              |                                                           |
| Перемога  | Джейсон фон Флюе | Технічний нокаут (розсічення)                | 1     | 0:43 | 8 грудня 2006     | Сан-Хосе, США  | «Strikeforce: Triple Threat»                    |                                                           |
| Перемога  | Браян Воррен     | Технічний нокаут (удари кулаками)            | 1     | 4:19 | 9 червня 2006     | Сан-Хосе, США  | «Strikeforce: Revenge»                          |                                                           |
| Перемога  | Майк Олтмен      | Нокаут (удар кулаком)                        | 1     | 3:51 | 10 березня 2006   | Сан-Хосе, США  | «Strikeforce: Shamrock vs. Gracie»              |                                                           |

### Статистика в комплексних бойових мистецтвах
Наведена статистика охоплює виступи Кунга Ле у змаганнях з саньда, кікбоксингу, карате, тхеквондо тощо. Перелік боїв неповний.
| Результат | Противник           | Спосіб                                         | Раунд | Час  | Дата            | Місце             | Подія                                       | Примітки                                                                                |
| --------- | ------------------- | ---------------------------------------------- | ----- | ---- | --------------- | ----------------- | ------------------------------------------- | --------------------------------------------------------------------------------------- |
| Перемога  | Браян Еберсоул      | Рішення суддів (одностайне)                    | 5     |      | 4 червня 2005   | Сан-Хосе, США     | «Strikeforce»                               |                                                                                         |
| Перемога  | Браян Воррен        | Рішення суддів (одностайне)                    | 4     | 2:00 | 30 квітня 2004  | Лас-Вегас, США    | «K-1 World Grand Prix 2004 in Las Vegas I»  |                                                                                         |
| Перемога  | Філ Петіт           | Рішення суддів (одностайне)                    | 4     | 2:00 | 15 серпня 2003  | Лас-Вегас, США    | «K-1 World Grand Prix 2003 in Las Vegas II» |                                                                                         |
| Перемога  | Скотт Шілі          | Технічний нокаут (удари ногами і удар кулаком) | 2     | 1:14 | 2 травня 2003   | Лас-Вегас, США    | «K-1 World Grand Prix 2003 in Las Vegas»    |                                                                                         |
| Перемога  | Шонні Картер        | Рішення суддів (одностайне)                    | 5     |      | 15 грудня 2001  | Сан-Хосе, США     | «Strikeforce»                               | Виграв титул чемпіона світу з саньда у напівважкій ваговій категорії за версією IKF.    |
| Перемога  | Джефф Торнхілл      | Нокаут (удар кулаком)                          | 3     |      | 15 вересня 2000 | Сан-Хосе, США     | «Strikeforce»                               |                                                                                         |
| Перемога  | Мохаммед Ламін Кіта | Рішення суддів (одностайне)                    | 5     | 3:00 | 5 серпня 2000   | Лас-Вегас, США    | «K-1 USA Championships 2000»                | Захистив титул чемпіона США з саньда у напівважкій ваговій категорії за версією ISKA.   |
| Перемога  | Майк Олтмен         | Нокаут (удар ногою)                            | 3     | 0:30 | 13 травня 2000  | Сан-Хосе, США     | «Strikeforce»                               | Захистив титул чемпіона США з саньда у першій важкій ваговій категорії за версією ISKA. |
| Перемога  | Нашунь Ґежиле       | Технічний нокаут (звалювання)                  | 3     | 3:00 | 1999            | Гонолулу, США     | «Art of War: China vs. USA»                 |                                                                                         |
| Перемога  | Скотт Шілі          | Технічний нокаут (звалювання)                  | 2     | 1:25 | 15 травня 1999  | Сан-Хосе, США     | «K-1 USA Championships 2000»                | Виграв титул чемпіона США з саньда у напівважкій ваговій категорії за версією ISKA.     |
| Перемога  | Ден Ґеррет          | Нокаут (удар ногою)                            | 3     | 0:20 | 10 жовтня 1998  | Сан-Хосе, США     | «Strikeforce»                               | Виграв титул чемпіона США з саньда у першій важкій ваговій категорії за версією ISKA.   |
| Перемога  | Арне Солдведел      | Нокаут (удар кулаком)                          | 7     |      | 29 серпня 1998  | Чикаго, США       | «1998 Shidokan Cup»                         |                                                                                         |
| Перемога  | Мохаммед Ламін Кіта | Підкорення (больовий прийом на ногу)           | 5     |      | 29 серпня 1998  | Чикаго, США       | «1998 Shidokan Cup»                         |                                                                                         |
| Перемога  | Бен Харріс          | Нокаут (удар ногою)                            | 2     |      | 29 серпня 1998  | Чикаго, США       | «1998 Shidokan Cup»                         |                                                                                         |
| Перемога  | Мінару Таро         | Нокаут (удар ногою)                            | 1     |      | 24 травня 1998  | Лос-Анджелес, США | «Draka V»                                   |                                                                                         |
| Перемога  | Ґаґік Ісраелян      | Рішення суддів (одностайне)                    | 5     |      | 24 травня 1998  | Лос-Анджелес, США | «Draka V»                                   |                                                                                         |
| Перемога  | Джейсон Ї           | Рішення суддів (одностайне)                    | 4     | 2:00 | 31 серпня 1997  | Орландо, США      | «1997 Kung Fu Championships»                |                                                                                         |

## Фільмографія
- Сек'юриті (англ. Security) (2017) — Джонні
- Видатні майстри (кит.: 一代宗師) (2012) — …
- Людина із залізними кулаками (англ. The Man with the Iron Fists) (2012) — Бронзовий Лев
- Очі дракона (англ. Dragon Eyes) (2012) — Хонг
- Справжня легенда (кит.: 蘇乞兒) (2010) — лідер ополченців
- Теккен (англ. Tekken) (2010) — Маршалл Лоу
- Охоронці та найманці (кит.: 十月圍城) (2009) — Чженшань, найманець
- Пандорум (англ. Pandorum) (2009) — Мен
- Бій без правил (англ. Fighting) (2009) — Дракон Лі
- Похмурий убивця (англ. Dark Assassin) (2007) — убивця
- Ближній бій (рос. Ближний бой) (2007) — Ерік
- Квун (англ. Kwoon) (2004) — Морт Ішн
- Вокер, техаський рейнджер (англ. Walker, Texas Ranger) (2001) — грає сам себе
- Спритність рук (англ. Sleight of Hand) (1997) — Віктор